# Moravany nad Váhom
Moravany nad Váhom es un municipio del distrito de Piešťany en la región de Trnava, Eslovaquia, con una población estimada a final del año 2024 de 2505 habitantes.
Se encuentra ubicado en el centro-este de la región, cerca del río Váh (cuenca hidrográfica del Danubio) y de la región de Nitra.

## Demografía
| Año        | 1994 | 2004     | 2014     | 2024    |
| ---------- | ---- | -------- | -------- | ------- |
| Población  | 1803 | 2041     | 2330     | 2505    |
| Diferencia |      | +13,20 % | +14,15 % | +7,51 % |

| Año        | 2023 | 2024    |
| ---------- | ---- | ------- |
| Población  | 2485 | 2505    |
| Diferencia |      | +0,80 % |